# 토수구 공간

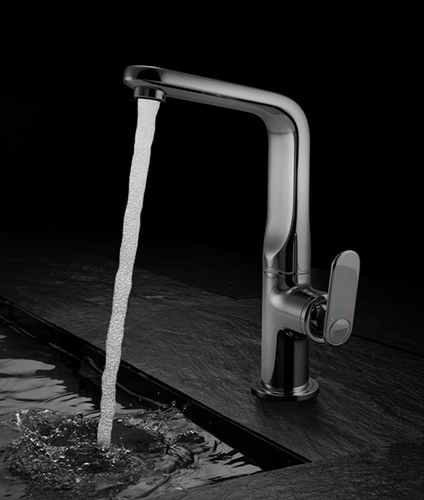
물 공급이 압력을 상실하더라도 정상적인 상황에서는 싱크대에서 수도꼭지로 물이 흐를 수 없다.

토수구 공간(air gap)은 급수 위생 설비의 오염 방지를 위한 것으로, 수도꼭지와 물 넘침면 사이에 확보한 막히지 않은 수직 공간을 말한다. 많은 국가에서 물의 안전을 위해 적절한 설계 기준을 법으로 정하고 있다.
간단한 예는 벽걸이 형 수도꼭지와 싱크대 가장자리 사이의 공간이다 (이 공간을 토수구 공간이라 한다). 수도꼭지에서 싱크대로 물이 쉽게 흐를 수 있지만 다른 방법을 사용하지 않고는 싱크대에서 수도꼭지로 물이 흘러 올라 갈 수 없다. 이러한 배열은 싱크대의 오염 물질이 역 사이펀에 의해 식수 시스템으로 역류하는 것을 방지 할 수 있으며 가장 저렴한 형태의 역류 방지 기술이다.
가정용 배관에서 "토수구 공간"을 일반적으로 설치된 식기 세척기에 역류 방지 기능을 제공하는 고정구에서도 불 수 있다. 이 "토수구 공간"은 수도꼭지와 거의 평행하게 장착 된 작은 원통형 고정 장치인 하수구 위의 작은 공간을 말한다. 싱크대 아래의 기본 캐비닛에서 식기 세척기의 배출 호스는 토수구 공간의 또 다른 "상단"을 형성하고 토수구 공간의 "하단"은 바스켓 아래의 싱크대 배출구나 쓰레기 처리 장치로 연결 된다. 적절하게 설치 및 유지 보수 될 때 에어 갭은 위에서 설명한대로 작동하며 싱크대에서 배출 된 물이 식기 세척기로 역류하여 식기를 오염시킬 수 있다.
토수구 공간을 추가로 설명하기 위해, 호스를 수도꼭지에 부착하고 오염 된 물이 가득 찬 싱크대로 호스를 낮추어 이 공간이 제거되면 발생할 수 있는 상황을 생각해 보면 된다. 올바른 조건에서 (예를 들어, 물 공급이 압력을 잃고 싱크대가 물 공급원이 집으로 들어오는 지점보다 높은 경우) 싱크대의 더러운 물이 호스와 수도꼭지를 통해 수도관으로 흡입된. 더러운 물은 식수 시스템 전체에 확산된다.

## 표준 및 코드
모든 배관 상황에는 여러 가지 방법으로 역류 방지가 필요하다. 배관 설비는 이러한 코드를 충족하도록 제조된다. 배관공은 일상적인 작업 관행에서 교차 연결을 구축해서는 안되며 배관 검사관은 배관 및 배관 설비의 부적절한 설계 또는 연결을 찾아야 한다. "하이 루프"(예를 들어, 싱크 홍수 쉬위 위로의 배수관을 라우팅)의 에어 갭과 동일한 기능을 제공한다는 것이다. 이러한 경우 연속 연결은 여전히 사이펀을 통한 역류를 허용하기 때문에 잘 못 된 이해이다.
미국에서 널리 사용되는 표준은 다음과 같다.
- A112.1.2 배관 시스템의 토수구 공간 (배관 고정구 및 물 연결 리셉터 용)

영국에서는 법규에 따라 법이 제정되며 국가마다 다르지만 2016년 물 공급(수질) 규정 및 물 공급(수질) 규정 (웨일즈)이 포함된다. 토수구 공간의 분류는 유럽 표준에 의해 표준화되며, 다양한 용도에 적합한 기본 설계 및 치수를 포함한다.
- EN 13076-식수의 역류에 의한 오염 방지 장치-에어 갭 제한-제품군 A-유형 A
- EN 13077-음용수의 역류로 오염을 방지하는 장치-비 원형 오버플로를 갖는 에어 갭 (제한 없음)-제품군 A-유형 B
- EN 13078-식수의 역류로 오염을 방지하는 장치-공기 유입구와 오버플로가 통합 된 수중 공급 장치의 에어 갭-제품군 A, 유형 C
- 그리고 각 가족 및 에어 갭 유형에 대한 기타

## 같이 보기
- 정수정 루프
- 압력 진공 차단기
- 이중 체크 밸브
- 화학 밸브
- 감압 영역 장치
- 대기 진공 차단기